# Miranda (Avilés)
Miranda  ist eine Parroquia und ein Ort in der Gemeinde Avilés, in der Autonomen Gemeinschaft Asturien im Norden Spaniens.
Die 1568 Einwohner (2011) leben auf einer Fläche von 2,93 km², 3,9 km von der Gemeindehauptstadt Aviles entfernt.

## Sehenswürdigkeiten
- Pfarrkirche Nuestra Señora del Carmen

## Geschichte
Schon Gaspar Melchor de Jovellanos schreibt in seinen Tagebüchern ausführlich über die Töpfer von Miranda die in den verschiedenen Brennöfen die typische, schwarze Keramik herstellen.

## Dörfer und Weiler
| Name               | asturisch             | Einwohner | Lage                    |
| ------------------ | --------------------- | --------- | ----------------------- |
| Alfaraz            | L'Alfaraz             | 367       | 43.539278 -5.942144 106 |
| Bao                |                       | 60        | 43.543148 -5.945168 108 |
| Los Calvos         |                       | 37        | 43.535769 -5.944471 51  |
| Cruz de Illas      | La Cruz d'Illes       | 84        | 43.534143 -5.947898 101 |
| Cruz de la Hoguera | La Cruz de la Foguera | 49        |                         |
| Heros              |                       | 373       | 43.55049 -5.945046 98   |
| La Lleda           |                       | 26        |                         |
| Miranda            |                       | 153       |                         |
| Nondivisa          | L'Anduvisa            | 67        | 43.539529 -5.949019 118 |
| Pozo la Granda     | El Pozo la Granda     | 68        |                         |
| Santa Ana          | Santana               | 81        | 43.543308 -5.947378 114 |
| Santo Domingo      |                       | 37        |                         |
| Vidoledo           | Bidoleo               | 26        | 43.537835 -5.950854 122 |
| Villanueva         |                       | 140       |                         |